# Sada (svátek)

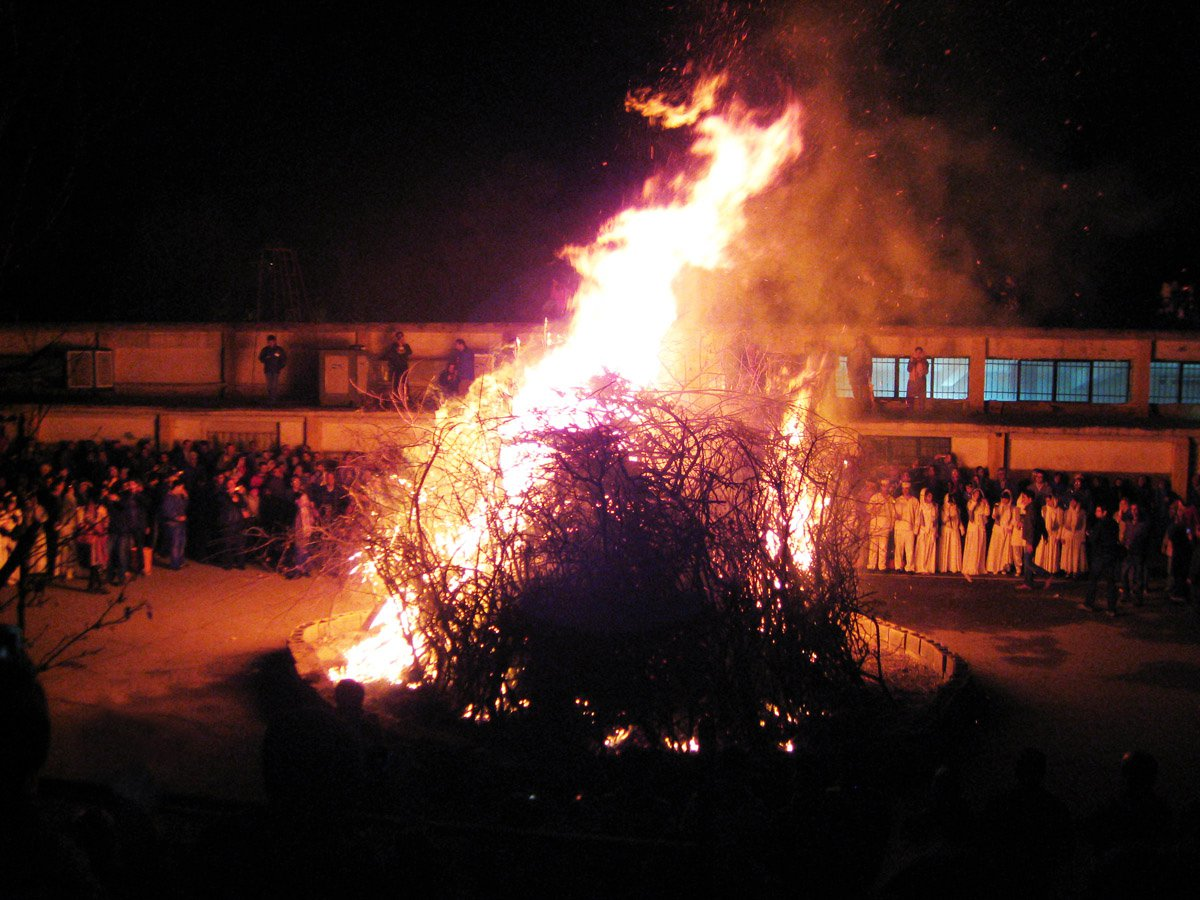
Sada v Teheránu, 2011

Sada je íránský a zarathuštrický svátek spadající na střed zimy, zahrnující pálení ohňů, tancování okolo nich a hodování. Původně se snadl jednalo o oslavu zimního slunovratu, na ten je však v Íránu slavena noc Jaldá.

## Datum a původ
Sada he slaven desátý den zarathuštrického měsíce bahman, tedy přibližně na 30. ledna. Patří k hlavním sezonním svátků Íránu, společně s jarním Nourúzem, letním Tiragánem a podzimním Mehragánem. O něco dříve, druhý den bahmanu, je slaven Bahmanjana, jež byl původně zasvěcen Vohu Manahovi-Bahmanovi, ochránci dobytka. Přestože datum kolem 30. ledna je dobře doloženo již v nejstarších pramenech, tak se z některých náznaků zdá že jeho původním datem byl zimním slunovrat. Zdroje z 10. a 11. století označují svátek také jako „noc (hořících) ohňů“ nebo dokonce „noc Narození“, čímž jej připodobňují ke křesťanským Vánocům. V Kermánu pak skutečně íránští zarathuštristé slaví svátek nazývaný Sada v polovině prosince, přibližně sto dnů před Nourúzem. Nejasnosti okolo data snad mají původ v kalendářní reformě, která proběhla ve 3. století.
Texty z raně islámského období, jako Šáhnáme, dílo al-Birúního nebo Gardézího, spojuje počátky svátku s prvními lidmi, Gajómartem nebo Mašjou a Mašjánag, objevením ohně králem Húšangem, Ferídúnem a jeho vítězstvím nad Zóhakem nebo králem Závem a jeho vítězstvím nad Afrásiábem. Název je snad odvozen od slova sad „sto“ a může odkazovat na stý den zimy v kterém je svátek slaven či na stovku potomků prvních lidí.

## Historie
Svátek není zmiňován v zarathuštrických textech, ale jeho jméno vychází ze středoperštiny a je zmiňován v eposu Šáhnáme. Arabský učenec Badí-al-Zamán al-Hamadání (969-1007) označil tento svátek, stejně jako Nourúz a Mehragán, za projev modloslužebnictví, ale íránskými muslimy byl slaven dále a stal se významným symbolem jejich etnické identity. V 10. až 12. století byl Sada slaven na rozsáhlém území od Buchary a Ghazní v dnešním Uzbekistánu a Afghánistánu po íránský Isfahán a irácký Bagdád, například na dvorech Samanidů, Zijarovců, Gha a Seldžuků.
Později byl svátek téměř zapomenut, ale íránští zarathuštristé jej opět počali slavit v době vlády dynastie Pahlaví a následně se stal oblíbeným i mezi ostatními obyvateli Íránu, kteří ho slaví jako sekulární svátek.